# Sihitang
Sihitang is een bestuurslaag in het regentschap Padang Sidempuan van de provincie Noord-Sumatra, Indonesië. Sihitang telt 4772 inwoners (volkstelling 2010).